# Brachysema
Brachysema este un gen de plante din familia  Fabaceae.

## Specii
Cuprinde circa 17 specii: